# Bruntonichthys multidens
Bruntonichthys multidens — вид плакодерм ряду Артродіри (Arthrodira) підряду Brachythoraci. Рибка існувала у девонському періоді, 382—372 млн років тому. Скам'янілі рештки виду знайдені у відкладеннях формування Гого на заході Австралії.

## Опис
Це була невелика рибка, що має величезні очі і маленькі щелепи. Дослідники припускають, що вона, можливо, полювала на дрібних молюсків.